# استانیسلاو ۷۶۳۲

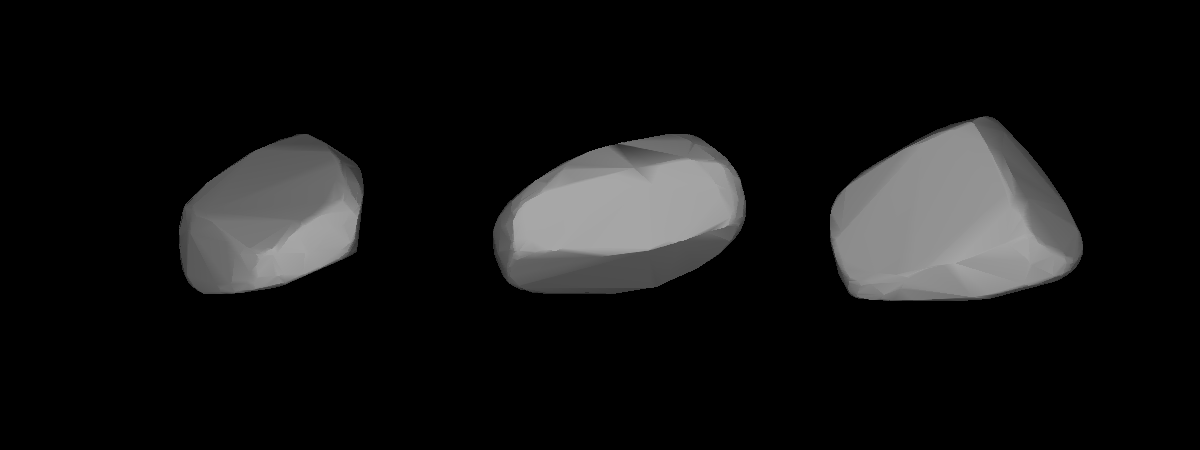
سیارک ۷۶۳۲

سیارک ۷۶۳۲ (به انگلیسی: 7632 Stanislav، نامگذاری:1982UT5) هفت هزار و ششصد و سی و دومین سیارک کشف شده‌است که در ۲۰ اکتبر ۱۹۸۲ کشف شد.
قدر مطلق سیارک برابر ۱۴٫۰۰ است.